# Годас
Годас (угор. Hodász) — селище (надькьожег) в медьє Саболч-Сатмар-Береґ в Угорщині.
Населення 3312 чоловік (2010). Площа селища — 26,49 км ². Щільність населення — 125,03 чол./км².
Селище Годас, як і вся Угорщина, знаходиться в часовому поясі, що позначається за міжнародним стандартом як Central European Time (CET). Зсув відносно UTC становить +1: 00 (CET, зимовий час)/+2: 00 (CEST, літній час), так як в цьому часовому поясі діє перехід на літній час.
В селищі розташована однойменна залізнична станція. Найближчі населені пункти — селища Ньїрмеддьєш, Кантор'яноші, села Ньїрчасарі і Ньїрката.

## Історія
На «Етнографічній карті Австрійської монархії» 1855 року Карла Черніга Годас розташований у русинському анклаві. Досі виноградник зберіг назву Руська. У даний час тут наявні дві греко-католицькі церкви.